# Исабела Кастийо
Мария Исабела Кастийо Диас (на испански: Maria Isabella Castillo Diaz) е кубинска актриса и певица. Известна е с ролята си на Андреа Хирон в теленовелата „Призракът на Елена“.

## Биография
Исабела Кастийо е родена на 23 декември, 1994 г. в Хавана, Куба. Дъщеря е на перкусиониста Хосе Кастийо и певицата Делия Диас де Вийегас. Има една сестра и е зодия Козирог. През 1997 г. се премества с родителите си в САЩ. Докато взима уроци от майка си, започва да се занимава с музика. Взима уроци също и по актьорско майсторство и пеене и през 2007 г. заминава за Мадрид, Испания, където получава главната роля в мюзикъла „Дневникът на Ана Франк“. Получава награда „Гран Виа“ за актриса откритие в мюзикъл. Връща се в САЩ, за да изпълни ролята на Андреа Хирон в теленовелата „Призракът на Елена“. Следва главна роля в теленовелата на „Nickelodeon Latinoamérica“ – „Грачи“

## Филмография

### Теленовели
- Жажда за мъст (2024) - Фернанда Риос
- Земя на честта (Tierra de reyes) (2014) – Алма Гаярдо/Вероника Салдивар
- Грачи (Grachi) (2011) – Габриела „Грачи“ Алонсо
- Призракът на Елена (El fantasma de Elena) (2010) – Андреа Хирон

### Мюзикъли
- Дневникът на Ана Франк (Diario de Ana Frank) (2007) – Ана Франк